# Rimisia miris
Rimisia miris is een vlinder uit de familie van de Lycaenidae. De wetenschappelijke naam van de soort is voor het eerst gepubliceerd in 1881 door Otto Staudinger.

## Ondersoorten
- Rimisia miris miris (Staudinger, 1881)
- Rimisia miris miatleuskyi Zhdanko & Churkin, 2001 (Oblast Mañğıstaw in Kazachstan)

## Verspreiding
De soort komt voor in Kazachstan, Oezbekistan en Mongolië.

## Waardplanten
De rups leeft op planten van het geslacht Astragalus (Fabaceae): Astragalus balchaschensis, Astragalus vulpinus en Astragalus sieversianus.